# Aloinopsis
Aloinopsis é um género botânico pertencente à família Aizoaceae.